# 臺灣石蟹
臺灣石蟹（学名：Lithodes formosae）为石蟹科石蟹屬下的一个种。